# Christoph Gottfried Bardili
Christoph Gottfried Bardili (18 de mayo de 1761 – 5 de junio de 1808) fue un filósofo alemán y primo de Friedrich Wilhelm Joseph Schelling. Era crítico del idealismo de Kantian idealism y propuso su propio sistema de filosofía conocido como realismo lógico (o racional).

## Vida
Bardili nació el 18 de mayo de 1761 en Blaubeuren en el ducado de Württemberg. En1786 se hizo Repentant en el Stift, una escuela teológica protestante en Stuttgart. En 1790 lo nombraron profesor de filosofía en la escuela Karlsschule en Stuttgart. Cuando cerró la escuela Karlschule en 1794, lo nombraron profesor de filosofía en Stuttgart Gymnasium Illustre donde enseñó hasta su muerte el 5 de junio de 1808.
Disertó vehementemente sobre la distinción entre materia y forma de pensamiento, e insistió en que la filosofía debería considerarse pensamiento en sí misma, pensamiento puro, la base de la posibilidad de ser. 
El principio fundamental del pensamiento es, de acuerdo con él, la ley de la identidad; el poensamiento lógico es pensamiento real. La materia sobre la cual opera el pensamiento es indefinida en sí misma y se la hace definida a través de la acción del pensamiento. Bardili trabajó sobre su idea tomando una postura unilateral. Sostuvo que el pensamiento en sí mismo no tiene la capacidad de desarrollarse y se reduce finalmente a computación artimética.

## Obras
- Observationes physicae, praesertim meteorologicae (1780).
- Ueber die Entstehung und Beschaffenheit des ausserordentlichen Nebels in unseren Gegenden im Sommer 1783 (1783).
- Epochen der vorzüglichsten philosophischen Begriffe (1788). 2 volumes.
  - Volume 1. Epochen der Ideen von einem Geist, von Gott und der menschlichen Seele.
- Giebt es für die wichtigsten Lehren der theoretischen sowohl als der praktischen Philosophie (1791).
- Sophylus oder Sittlichkeit und Natur als Fundamente der Weltweisheit (1794).
- Allgemeine praktische Philosophie (1795).
- Ueber den Ursprung des Begriffs von der Willensfreiheit (1796).
- Ueber die [Gesetze] der Ideenassoziation (1796).
- Briefe über den Ursprung der Metaphysik überhaupt (1798). Kiel
- Grundriss der ersten Logik (1800).
- Philosophische Elementarlehre (1802–1806). 2 volumes.
- Beiträge zur Beurtheilung des gegenwärtigen Zustandes der Vernunftlehre (1803).
- Briefwechsel über das Wesen der Philosophie und das Unwesen der Speculation (1804). Google